# Timothy John Byford
Pour les articles homonymes, voir Byford.
Timothy John Byford (en serbe : Тимоти Џон Бајфорд), né le 25 juillet 1941 à Salisbury dans le Wiltshire et mort à Belgrade le 5 mai 2014 (à 72 ans), est un réalisateur et traducteur serbe, d'origine britannique. Naturalisé serbe en 2004, il est l'auteur de nombreux programmes télévisés pour la jeunesse, diffusés sur la BBC, puis sur la Radio-télévision de Serbie et Sarajevo TV.